# Louis-Victor de Lentilhac

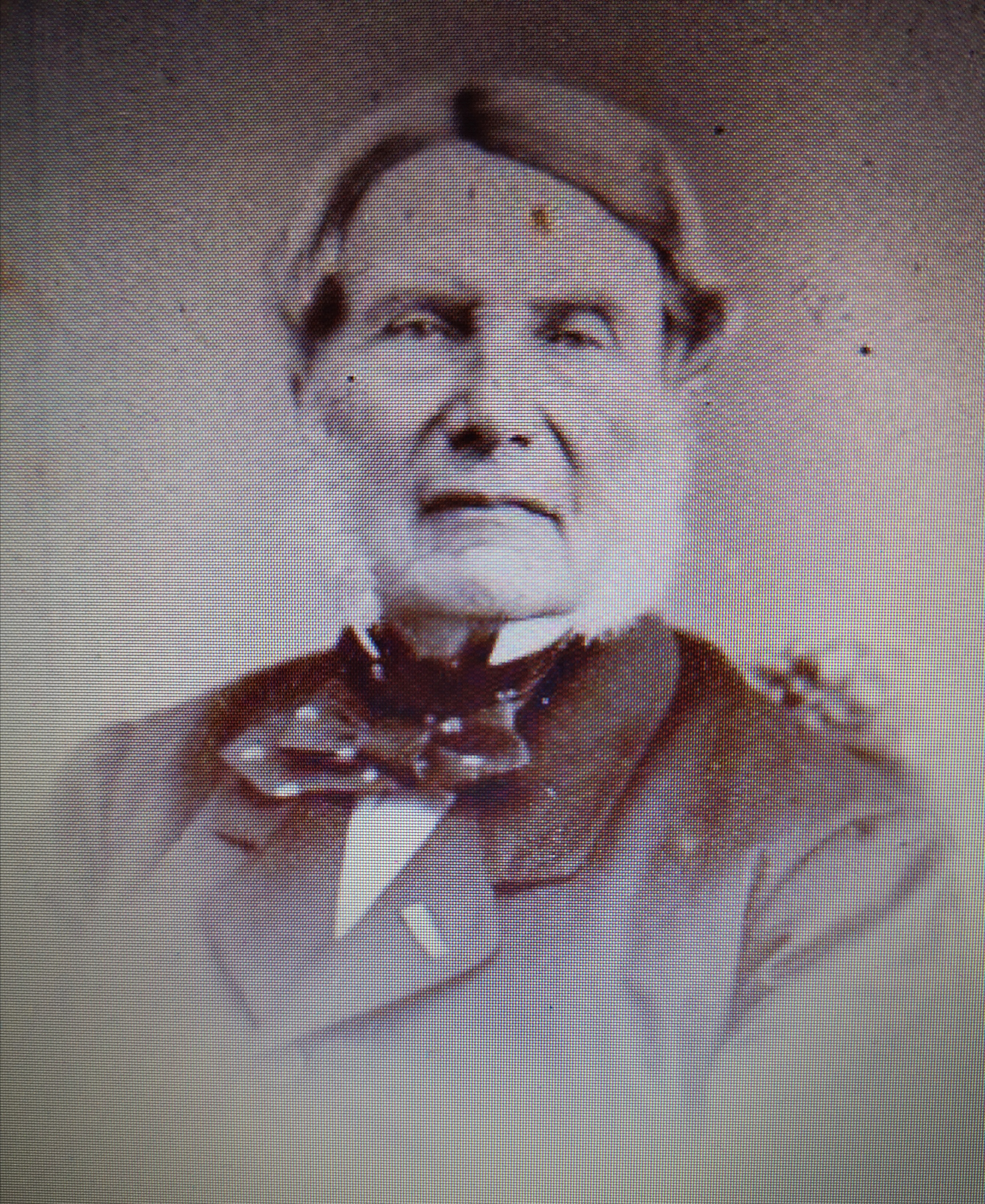
Portrait de Louis Victor, Marquis de Lentilhac, Toulouse, 1870

Louis-Victor, marquis de Lentilhac, né le 3 mars 1788 au château de Lentilhac (Lentillac-Saint-Blaise) et mort le 17 décembre 1871 au château de Lavalade à Montastruc (Lot-et-Garonne), est un militaire et homme politique français.

## Biographie
Il est le fils de François-Charles marquis de Lentilhac, capitaine émigré à l'Armée de Condé et de son épouse Marie-Claude-Françoise-Angélique de Fraissy de Veyrac elle-même fille de François-Guillaume de Fraissy de Veyrac, Chevalier de l'Ordre Royal et Militaire de Saint-Louis, anobli par lettres patentes du Roi Louis XV. Il est par sa mère le cousin par alliance du général Philippe Higonet. 
Il entre aux chevau-légers de la garde du roi sous la Restauration. Capitaine aux cuirassiers de Condé le 20 janvier 1816, aide de camp du lieutenant-général comte d'Ambrugeac, il prend part à la guerre d'Espagne, et reçoit, à la fin de la campagne, la croix de la Légion d'honneur (25 décembre 1823), et celle de l'ordre de Saint-Ferdinand d'Espagne (13 juillet 1824). 
Lentilhac passe, comme capitaine, au corps royal d'état-major, devient aide de camp du ministre de la Guerre Bourmont, et se fait élire, comme royaliste, député du Lot, le 3 juillet 1830, au collège de département. La chute de Charles X lui fait donner sa démission presque aussitôt, il se retire sur ses terres du Quercy. Il est remplacé à la Chambre par le général Dufour.
Il est le gendre du général Armand Samuel de Marescot dont il épousa la fille, Joséphine de Marescot (1803-1822) par contrat passé à Paris le 22 juillet 1821.

## Sources
- « Louis-Victor de Lentilhac », dans Adolphe Robert et Gaston Cougny, Dictionnaire des parlementaires français, Edgar Bourloton, 1889-1891 [détail de l’édition]
- État-civil de la commune de Montastruc-la-Conseillère